# Almont (Dakota del Nord)
Almont è un centro abitato (city) degli Stati Uniti d'America, situato nella Contea di Morton nello Stato del Dakota del Nord. Nel censimento del 2000 la popolazione era di 89 abitanti. La città è stata fondata nel 1906. Appartiene all'area metropolitana di Bismarck-Mandan.

## Geografia fisica
Secondo i rilevamenti dell'United States Census Bureau, la località di Almont si estende su una superficie di 6,8 km², tutti occupati da terre.

## Popolazione
Secondo il censimento del 2000, ad Almont vivevano 89 persone, ed erano presenti 22 gruppi familiari. La densità di popolazione era di 13 ab./km². Nel territorio comunale si trovavano 63 unità edificate. Per quanto riguarda la composizione etnica degli abitanti, il 100% era bianco.
Per quanto riguarda la suddivisione della popolazione in fasce d'età, il 24,7% era al di sotto dei 18, il 5,6% fra i 18 e i 24, il 28,1% fra i 25 e i 44, il 23,6% fra i 45 e i 64, mentre infine il 18,0% era al di sopra dei 65 anni di età. L'età media della popolazione era di 40 anni. Per ogni 100 donne residenti vivevano 81,6 maschi.